# Búbal (Lugo)
Búbal (llamada oficialmente San Salvador de Búbal) es una parroquia española del municipio de Carballedo, en la provincia de Lugo, Galicia.

## Otras denominaciones
La parroquia también es conocida por el nombre de El Salvador de Búbal.

## Organización territorial
La parroquia está formada por cuatro entidades de población:
- Besteirinos (Besteiriños)
- Cima de Vila
- San Salvador
- Vilaverde

## Demografía
| Gráfica de evolución demográfica de Búbal entre 2000 y 2019 |
|                                                             |
| Datos según el nomenclátor publicado por el INE.            |